# عبدرشیدوو (شهرستان آلشیفسکی، باشقیرستان)
عبدرشیدوو (به لاتین: Abdrashitovo) یک منطقهٔ مسکونی در روسیه است که در باشقیرستان واقع شده‌است.